# Pisolit
Pisolit eller ärtsten är en oolitisk bergart som så gott som uteslutande består av kalksten med grövre korn. Som typ för pisolit märks sprudelstenen från Karlsbad.